# Bufet d'advocats
Un bufet d'advocats és una empresa que brinda serveis jurídics amb un equip fix de lletrats o advocats, integrats a la companyia mitjançant contracte o mitjançant acord exprés d'associació.
L'usual en aquestes firmes és que a mesura que els advocats guanyen experiència ascendeixen en la jerarquia de l'empresa fins a aconseguir ser-ne socis o membres d'un grup intern de direcció. En el cas que l'advocat passi a formar part de la societat i aconsegueixi tenir un percentatge del capital social de l'empresa els seus ingressos estaran vinculats amb els ingressos de la companyia.
Els bufets d'advocats solen escollir tipus societaris diferents dels habituals (societat anònima o societat de responsabilitat limitada) i moltes vegades opten per opcions menys regulades, com ara la societat col·lectiva o societat comanditària.